# Гібер-Спрінгс
Гібер-Спрінгс (англ. Heber Springs) — місто (англ. city) в США, окружний центр округу Клеберн штату Арканзас. Населення — 6969 осіб (2020).

## Географія
Гібер-Спрінгс розташований на висоті 104 метра над рівнем моря за координатами 35°30′2″ пн. ш. 92°2′0″ зх. д. / 35.50056° пн. ш. 92.03333° зх. д. (35.500503, -92.033300).  За даними Бюро перепису населення США в 2010 році місто мало площу 21,72 км², уся площа — суходіл.
Гібер-Спрінгс розташоване на висоті 104 метра над рівнем моря.

## Демографія
Згідно з переписом 2010 року, у місті мешкало 7165 осіб у 3067 домогосподарствах у складі 1932 родин. Густота населення становила 330 осіб/км².  Було 3521 помешкання (162/км²). 
Расовий склад населення:
| - 95,4 % — білих - 0,6 % — корінних американців - 0,4 % — чорних або афроамериканців - 0,2 % — азіатів - 1,6 % — осіб інших рас |

До двох чи більше рас належало 1,8 %. Іспаномовні складали 3,7 % від усіх жителів.
За віковим діапазоном населення розподілялося таким чином: 22,1 % — особи молодші 18 років, 55,8 % — особи у віці 18—64 років, 22,1 % — особи у віці 65 років та старші. Медіана віку мешканця становила 42,1 року. На 100 осіб жіночої статі у місті припадало 91,3 чоловіків;  на 100 жінок у віці від 18 років та старших — 88,6 чоловіків також старших 18 років.
Середній дохід на одне домашнє господарство  становив 51 855 доларів США (медіана — 43 990), а середній дохід на одну сім'ю — 60 356 доларів (медіана — 50 791). Медіана доходів становила 38 409 доларів для чоловіків та 24 375 доларів для жінок. За межею бідності перебувало 22,5 % осіб, у тому числі 33,7 % дітей у віці до 18 років та 11,9 % осіб у віці 65 років та старших.
Цивільне працевлаштоване населення становило 2919 осіб. Основні галузі зайнятості: роздрібна торгівля — 23,5 %, освіта, охорона здоров'я та соціальна допомога — 16,0 %, виробництво — 11,0 %, мистецтво, розваги та відпочинок — 10,8 %.
За даними перепису населення 2000 року в Хибер-Спрінгсі проживало 6432 особи, 1851 сім'я, налічувалося 2793 домашніх господарств і 3159 житлових будинків. Середня густота населення становила близько 357 осіб на один квадратний кілометр. Расовий склад Гібер-Спрінгса за даними перепису розподілився таким чином: 97,90 % білих, 0,23 % — чорних або афроамериканців, 0,44 % — корінних американців, 0,39 % — азіатів, 0,03 % — вихідців з тихоокеанських островів, 0,79 % — представників змішаних рас, 0,22 % — інших народів. Іспаномовні склали 1,80 % від усіх жителів міста.
З 2793 домашніх господарств в 26,9 % — виховували дітей віком до 18 років, 50,7 % представляли собою подружні пари, які спільно проживали, в 12,5 % сімей жінки проживали без чоловіків, 33,7 % НЕ мали сімей. 30,5 % від загального числа сімей на момент перепису жили самостійно, при цьому 16,7 % склали самотні літні люди у віці 65 років та старше. Середній розмір домашнього господарства склав 2,21 особи, а середній розмір родини — 2,72 особи.
Населення міста за віковим діапазоном за даними перепису 2000 року розподілилося таким чином: 21,5 % — жителі молодше 18 років, 6,7 % — між 18 і 24 роками, 23,4 % — від 25 до 44 років, 23,1 % — від 45 до 64 років і 25,3 % — у віці 65 років та старше. Середній вік мешканця склав 44 роки. На кожні 100 жінок в Гібер-Спрінгсі припадало 83,9 чоловіків, у віці від 18 років та старше — 80,3 чоловіків також старше 18 років.
Середній дохід на одне домашнє господарство в місті склав 29 599 доларів США, а середній дохід на одну сім'ю — 37 228 доларів. При цьому чоловіки мали середній дохід в 32 772 долара США на рік проти 19 720 доларів середньорічного доходу у жінок. Дохід на душу населення в місті склав 19 656 доларів на рік. 8,6 % від усього числа сімей в окрузі і 13,3 % від усієї чисельності населення перебувало на момент перепису населення за межею бідності, при цьому 17,6 % з них були молодші 18 років і 12,8 % — у віці 65 років та старше.

## Відомі уродженці та жителі
- Еверетт Баркхолтер — член Палати представників США від штату Каліфорнія
- Лорел Гамільтон — американська письменниця, автор серії романів «Аніта Блейк»